# Maximilian de Angelis
Pour les articles homonymes, voir De Angelis.
Maximilian De Angelis (né le 2 octobre 1889 à Budapest et mort le 6 décembre 1974 à Graz) est un militaire autrichien puis allemand. Il fut General der Artillerie pendant la Seconde Guerre mondiale, récipiendaire de la croix de chevalier de la croix de fer avec feuilles de chêne.

## Carrière
Maximilien De Angelis est né en tant que fils d'un officier le 2 octobre 1889 à Budapest. Après sa formation de base militaire, le lieutenant De Angelis est transféré au Feldkanonen-Regiment 42. Il participe à la Première Guerre mondiale, avec le grade de lieutenant.
En 1920, il est promu au grade de capitaine et rejoint l'armée autrichienne.
Il est fait prisonnier de guerre, le 9 mai 1945, par les forces américaines. Le 4 avril 1946, il est remis aux forces yougoslaves et est condamné à 20 années de captivité. Il est ensuite remis à l'Union soviétique et est condamné à deux fois 25 ans. Il est libéré de captivité à la fin de 1955. Il réside d'abord à Hanovre puis à Graz, où il meurt le 6 décembre 1974.

## Distinctions
- Croix d'honneur
- Croix de fer (1939)
  - 2e classe
  - 1re classe
- Médaille du Front de l'Est
- Ordre de Michel le Brave
  - 3e classe (19 septembre 1941)
- Croix de chevalier de la croix de fer avec feuilles de chêne
  - Croix de chevalier le 9 février 1942)[1]
  - 323e feuilles de chêne le 12 novembre 1943)[1]